# Ключки (Харківський район)
Ключки — колишнє село в Харківському районі Харківської області, підпорядковувалося Циркунівській сільській раді.
Зняте з обліку 1999 року.
Село знаходилося за 1,5 км від Бутенкового, Новоолександрівки, Момотового.

## Принагідно
- Перелік актів, за якими проведені зміни в адміністративно-територіальному устрої України
- Історія міст і сіл УРСР [Архівовано 4 лютого 2016 у Wayback Machine.]
- Мапіо